# 疏花绞股蓝
疏花绞股蓝（学名：Gynostemma laxiflorum）为葫芦科绞股蓝属下的一个种。